# Scytodes nambiussu
Scytodes nambiussu là một loài nhện trong họ Scytodidae.
Loài này thuộc chi Scytodes. Scytodes nambiussu được miêu tả năm 2006 bởi Rheims & Antonio D. Brescovit.